# جايمي ساينز
جايمي ساينز (بالإسبانية: Jaime Sáenz)‏ هو صحفي وكاتب وشاعر بوليفي، ولد في 29 أكتوبر 1921 في لاباز في بوليفيا، وتوفي بنفس المكان في 16 أغسطس 1986.